# Исповест (манга)
Исповест (транслит.) јесте манга коју је написао Нобујуки Фукумото, а илустровао Каиџи Кавагучи. Објављивала се 1998. године са поглављима сакупљеним у један том. Манга је 2024. године адаптирана у играни филм.
У Србији, издавачка кућа Чаробна књига је 2024. године превела мангу на српски језик. 

## Радња
Студенти Асај и Ишикура одлазе на планинарење. Ишикура у једном тренутку озбиљно повређује ногу. Уплашен и дезоријентисан, признаје Асаију да је пре неколико година убио некога.

## Франшиза

### Манга
Мангу Исповест написао је Нобујуки Фукумото, а илустровао Каиџи Кавагучи. Серијализовала се 1998. године у Коданшиној ревији Young Magazine Uppers. Поглавља су 9. јула 1999. године сакупљена у један танкобон. Наредних година, 23. јануара 2001. и 12. децембра 2007. године, манга је одштампана у шинсобан и бункобан форматима.
У Србији, издавачка кућа Чаробна књига је 2024. године откупила лиценцу за ову мангу.

#### Списак томова
| Бр.                   | Првобитни датум издања | Првобитни     | Датум издања на српском | на српском        |
| --------------------- | ---------------------- | ------------- | ----------------------- | ----------------- |
| 1                     | 9. јул 1999.           | 4-06-335104-1 | 14. август 2024.        | 978-86-300-3941-6 |
| \| - Поглавља 1−11 \| |                        |               |                         |                   |
| - Поглавља 1−11       |                        |               |                         |                   |

### Играни филм
Филмска адаптација манге премијерно је приказана у Јапану 31. маја 2024. године. Адаптација је такође приказана на Интернационалном фестивалу филма „Фантазија“ 19. јула исте године. Режију је радио Нобухиро Јамашита.

## Спољашњи извори
- Исповест  на веб-сајту